# Jakob Gisik

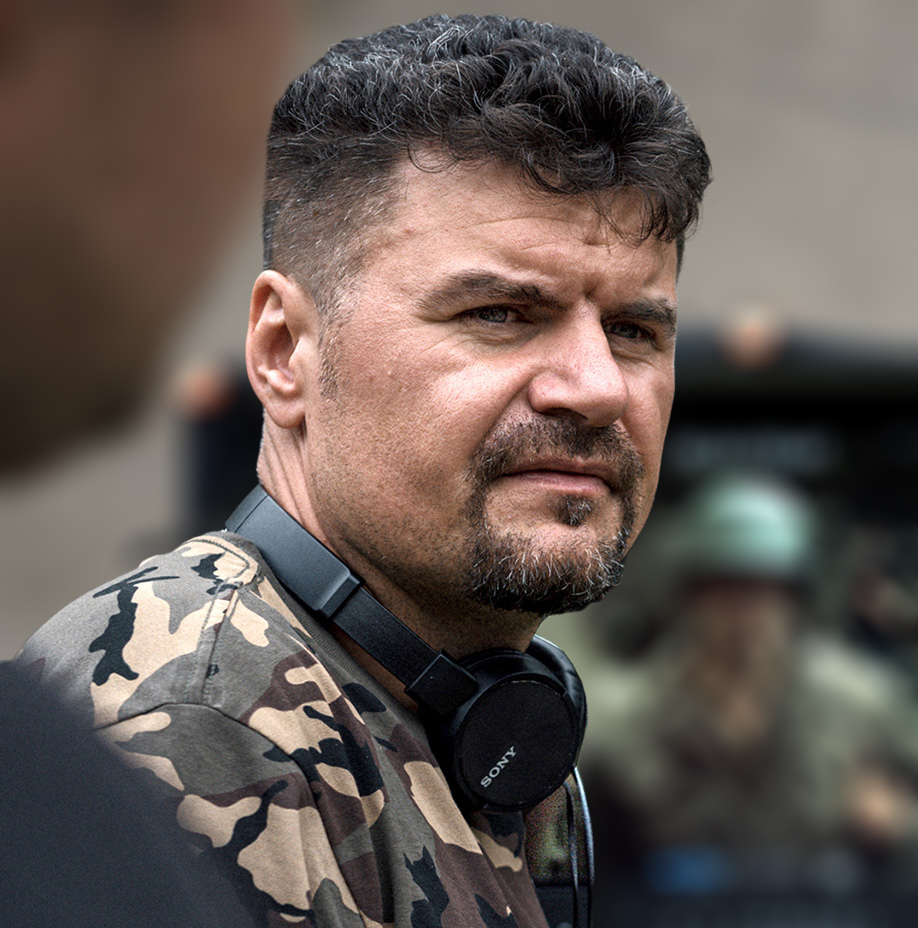
Jakob Gisik (2020)

Jakob Gisik (* 1979 in Kasachstan) ist ein deutscher Filmproduzent, Regisseur, Kameramann und Autor. Außerdem ist er Gründer und ehemaliger Geschäftsführer von JAKALE Film und JAKALE Pictures.

## Wirken
Seit Beginn der 2000er Jahre hat Jakob Gisik in verschiedenen Independent-Produktionen als Regieassistent und Kameramann mitgewirkt. Mit dem 35-minütigen Kurzfilm Zwei Minuten Risiko gab er im Jahr 2008 sein Debüt als Produzent und Regisseur. Im Jahr 2012 folge ein weiterer Kurzfilm mit dem Titel Zweimal über den Horizont. Mit dieser Filmproduktion berührte er erstmals das Thema „Zweiter Weltkrieg“. Die Dramatik und die emotionalen Schicksale der Menschen im Zweiten Weltkrieg haben ihn visuell stark beschäftigt und inspiriert. Im Jahr 2013 befasste er sich für den Film Destruction of Silence erneut mit dieser Zeit.
Anfang 2014 produzierte Jakob Gisik den Kurzfilm Chain, einen Experimentalthriller mit Andreas Pape. Am 25. November 2017 feierte Chain seine Premiere.
Seinen ersten internationalen Kinofilm EneMe drehte er 2017. Der Film ist eine deutsch-russische Ko-Produktion mit Thure Riefenstein, Dennis Mojen, Udo Schenk, Sophia Thomalla, Jasmin Lord, Adam Bousdoukos, uvm. Die Komposition (Musik) des Soundtracks für diesen Film wurde von den Musikproduzenten Peter Ries und Andreas Friedrichs übernommen. Die eigens für den Film EneMe gegründete Projektgesellschaft musste Ende 2019 Insolvenz anmelden, die Produktionsgesellschaften JAKALE Film und JAKALE Pictures waren davon jedoch nicht betroffen.
Gisik beschloss daraufhin sich auf die Kreativarbeit als Autor und Regisseur zu fokussieren und verkaufte seine Produktionsgesellschaften, wie er auf seinem persönlichen Facebookprofil Ende Januar 2020 verlauten ließ.
Seitdem fokussiert er sich wieder auf das Thema „Zweiter Weltkrieg“. Die Dreharbeiten zum Piloten der geplanten Webserie The Lost Picture begannen im Juni 2020.
Im Juni und Oktober 2022 drehte Gisik einen Teaser in der Drei-Flüsse-Stadt Hann. Münden, bei dem die Schauspieler Eugen Bauder, Sina Zadra und Udo Schenk die Hauptrollen verkörperten. Am 26. November wurde der 30-minütige Teaser unter dem Namen Krimi Hann. Münden im örtlichen Capitol Kino aufgeführt. Mit dessen Hilfe sollte auf die Produktion des Spielfilms Weserblut aufmerksam gemacht werden, der im Oktober 2023 in Hann. Münden und Göttingen unter der Regie von Gisik umgesetzt werden soll. Das Drehbuch zum Film schrieb Gisik in Zusammenarbeit mit Nils Rehbein.

## Filmografie (Auswahl)

### Regie
- Zwei Minuten Risiko (mittellanger Spielfilm, 35 Minuten, 2007)
- Zweimal über den Horizont (Kurzfilm, 20 Minuten, 2012)
- Destruction of Silence (mittellanger Spielfilm, 41 Minuten, 2013)
- Chain (mittellanger Spielfilm, 37 Minuten, 2017)
- EneMe (Spielfilm, 95 Minuten, 2018)
- CJ Möbel Jaeger Kinospot (Werbefilm, 1 Min., 2021)[14]
- Stairway to Violet - My Real Light (Musikvideo, 5 Min., 2022)[15]
- Krimi Hann. Münden (Teaser, 30 Min., 2022)

### Kamera
- Cable Skid (2007)
- Zwei Minuten Risiko (Director of Photography, 2007)
- Zweimal über den Horizont (Director of Photography, 2012)
- Destruction of Silence (Director of Photography, 2013)
- Krimi Hann. Münden (Director of Photography, 2022)